# جون كلوج
جون كلوج (بالألمانية: John Kluge؛ بالإنجليزية: John Kluge) هو رائد أعمال ألماني وأمريكي، ولد في 21 سبتمبر 1914 في كيمنتس في ألمانيا، وتوفي في 7 سبتمبر 2010 في شارلوتسفيل في الولايات المتحدة.

## وصلات خارجية
- جون كلوج على موقع مونزينجر (الألمانية)
- جون كلوج على موقع إن إن دي بي (الإنجليزية)